# Automatski identifikacijski sustav
Automatski identifikacijski sustav (Automatic Identification System) ili AIS je sustav za obalno kratkodometno praćenje brodova i pomorskog prometa. Njime brodovi međusobno razmjenjuju podatke (zastava broda, vrsta, status, brzina, smjer, dužina i širina broda, gaz, destinacija, vrijeme). Također, brodovi i s lukama razmjenjuju ovakve podatke. Osim brodovima i lukama, AIS je dostupan i svakom korisniku interneta, na 17 jezika među kojima je i hrvatski. 
AIS se počeo koristiti već krajem 20. stoljeća, a Međunarodna pomorska organizacija danas zahtijeva da svaki brod mase iznad 30 tona treba imati ugrađen AIS, kao i svaki putnički brod. AIS je zasada ugrađen na 40 000 plovila. Osim za razmjenu podataka, ovaj sustav vrlo dobro služi i za izbjegavanje sudara.

## Vanjske poveznice
- ShippingExplorer.net - Live Vessel Tracking
- Portmaps.com - AIS positions, vessel tracking, AIS Database, Ship Search (English)
- AIS stranica (hrvatski jezik)  Arhivirana inačica izvorne stranice od 27. srpnja 2011. (Wayback Machine)
- Englesko-hrvatski pomorski rječnik  Arhivirana inačica izvorne stranice od 27. listopada 2014. (Wayback Machine)